# Monts Karkas

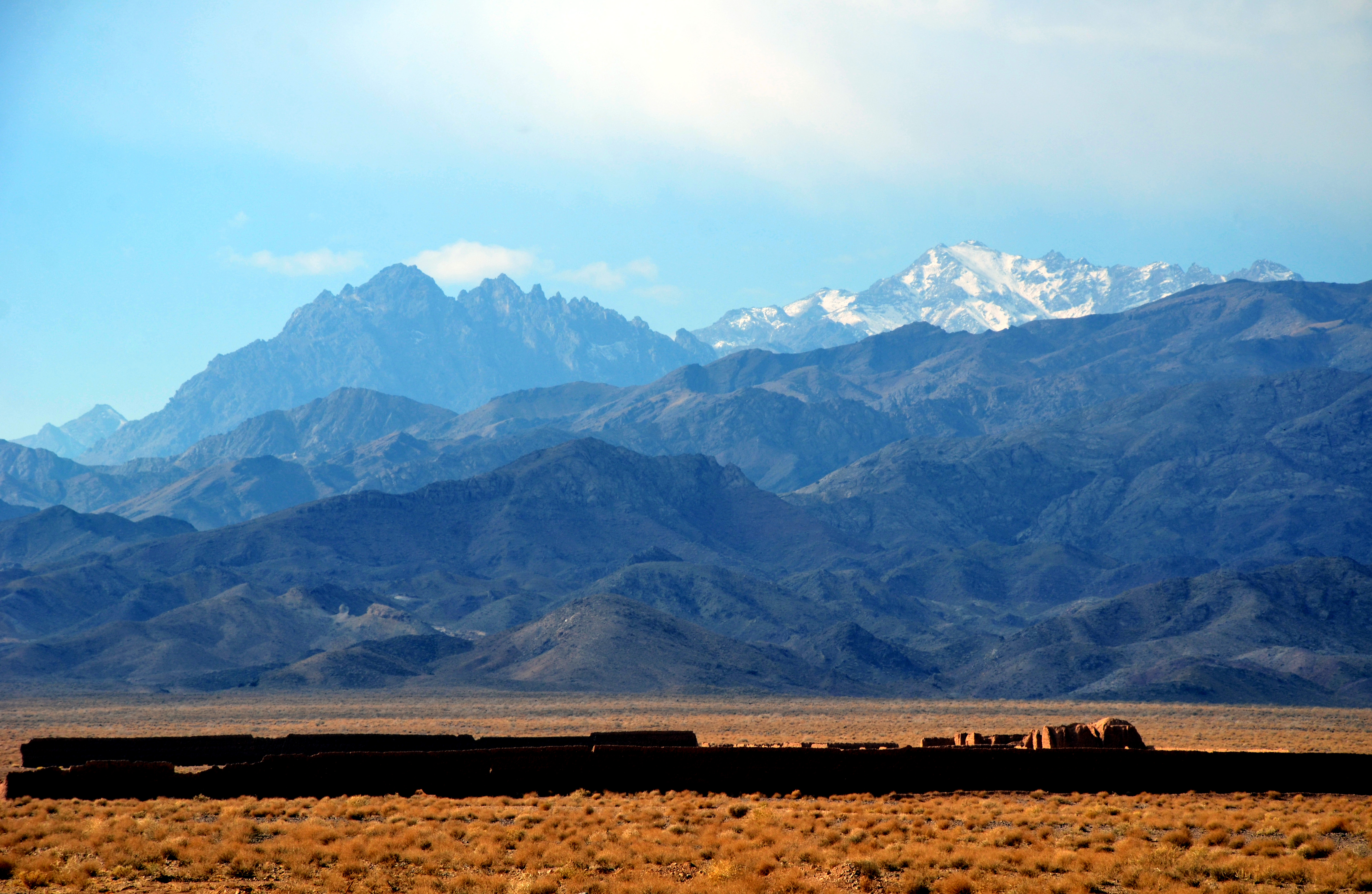
Vue des monts Karkas.

Les monts Karkas (رشته كوه كركس, Reshteh kuh-e Karkas en persan) sont une chaîne de montagnes qui s'étend sur plus de 100 kilomètres du nord-ouest au sud-est, entre Kashan et Ardestan, presque au centre de l'Iran, dans l'ensemble des chaînes centrales, à l'ouest du lac salé Namak. Avec une altitude de 3 895 mètres, le mont Karkas, situé près de Natanz, est le sommet le plus élevé des monts Karkas.

## Étymologie
Bien que karkas en persan signifie « vautour », il est possible que le nom de cette chaîne de montagnes vienne du peuplement des anciens Kassites dans la région, car dans l'ancienne langue assyrienne, Kar-Kassi signifie « ville ou terre des Kassites » (cf. Roman Ghirshman, 1954).

## Géologie
Située dans la ceinture volcanique du Sahand-stratovolcan de Bazman (Sistan-et-Baloutchistan), cette chaîne de montagnes est composée principalement de roches volcaniques de l’Éocène. En plus des roches ignées du Tertiaire, (plutoniques et volcaniques), il existe également des roches pyroclastiques et sédimentaires. La partie centrale de la chaîne de montagnes est formée d'un socle précambrien-paléozoïque.